# Laxfälla
Laxfälla är ett fiskeredskap som främst används av yrkesfiskare för fångst av lax och havsöring. En laxfälla kan liknas vid en stor ryssja med flera fångstarmar och en fångstbur i mitten. Fisken leds in via fångstarmarna av nät och hamnar i fångstburen där de har svårt att ta sig ut. På moderna laxfällor finns uppblåsbara pontoner som kan lyfta fångstburen när fällan skall tömmas. Mindre fällor för fångst av sik förekommer också.